# Osama bin Laden
Usamah bin Muhammad bin Awad bin Ladin (arabă أسامة بن محمد بن عوض بن لادن, n. 10 martie 1957, Riyadh, Arabia Saudită - d. 2 mai  2011, Abbottabad, Pakistan), cunoscut în mod uzual ca Osama bin Laden (arabă أسامة بن لادن), apatrid, a fost liderul și capul al-Qaidei, recunoscută la nivel mondial ca cea mai mare organizație teroristă din lume. Guvernul Statelor Unite ale Americii l-a numit pe Osama bin Laden ca prim suspect al atentatelor din 11 septembrie 2001 de la New York.

## Activități teroriste atribuite lui
- atentat sinucigaș împotriva sinagogii Ghriba din Djerba, Tunisia, pe 11 aprilie 2002 - 21 de persoane ucise
- atac terorist soldat cu 191 de morți și aproape 2.000 de răniți, ce a avut ca țintă mai multe trenuri în trei gări din Madrid și de la periferia sa, pe 11 martie 2004, Spania
- patru atentate sinucigașe comise în metrou și apoi în autobuz la Londra pe 7 iunie 2005
- patru atentate sinucigașe cu mașină-capcană împotriva a două sinagogi, a consulatului britanic și a băncii britanice HSBC de la Istanbul.
- atentat sângeros în Egipt, în stațiunea balneară Sharm el-Sheikh, soldat cu 68 de morți - 23 iulie 2005.

## Moartea lui Osama bin Laden
După o supraveghere secretă, ce a durat luni întregi, a locului unde se bănuia că se află ascunzișul dușmanului numărul 1 al Statelor Unite, Osama bin Laden a fost ucis în zorii zilei de 2 mai 2011 (UTC+6) în Abbottabad, la câteva sute de kilometri nord-est de Islamabad. Acțiunea a fost dusă la îndeplinire de o trupă specială de comando americană, de sub comanda JSOC. Trupa de comando face parte dintr-o unitate specială a marinei americane (United States Navy); membrii ei au fost aduși cu două elicoptere și au pătruns în locul unde era ascuns Bin Laden. Osama bin Laden, după ce a opus rezistență înarmată, a fost împușcat în cap și în piept de către soldații americani. Operațiunea militară ar fi durat circa 40 de minute; în acest timp au fost uciși, în afară de Bin Laden, trei bărbați și o femeie, printre morți numărându-se și unul din fiii lui Bin Laden. Șase persoane au fost arestate; printre ele se află trei soții și fiii lui Bin Laden. Identificarea lui Bin Laden s-a făcut prin test genetic  în Afganistan, după care cadavrul lui a fost aruncat într-un loc neprecizat din Marea Arabiei. Moartea lui Bin Laden a fost confirmată într-o cuvântare a președintelui Barack Obama la televiziunea americană. Știrea morții lui a fost sărbătorită cu urale în SUA, pe când în lumea arabă a declanșat reacții diferite. Prin moartea lui Bin Laden, guvernul Statelor Unite a dovedit lumii că atentatele teroriste nu vor rămâne nepedepsite. Unii experți sunt de părere că moartea lui va duce la acțiuni de răzbunare a adepților săi, iar Osama bin Laden va fi considerat un martir.
Există de asemenea o întreagă serie de teorii ale conspirației care susțin printre altele că Bin Laden ar fi fost ucis de mult, că nu ar fi existat în mod real niciodată sau că ar fi fost un agent american.